# Manville (Wyoming)
Pour les articles homonymes, voir Manville.
Manville est une municipalité américaine située dans le comté de Niobrara au Wyoming.
Lors du recensement de 2010, sa population est de 95 habitants. La municipalité s'étend sur 0,27 milles carrés (0,7 km2).